# Cyclocephala dispar
Cyclocephala dispar är en skalbaggsart som beskrevs av Herbst 1792. Cyclocephala dispar ingår i släktet Cyclocephala och familjen Dynastidae. Inga underarter finns listade i Catalogue of Life.